# 로베르토 클레멘테 프로 야구 리그
로베르토 클레멘테 프로 야구 리그(스페인어: Liga de Béisbol Profesional Roberto Clemente 리가 데 베이스볼 프로페시오날 로베르토 클레멘테[*], LBPRC)는 1938년에 창설된 푸에르토리코의 프로 야구 리그이다. 리그 우승팀에게는 캐리비안 시리즈에 출전할 자격이 주어진다.

## 현재의 팀
| 팀명                     | 연고지           | 홈 경기장                           |
| ------------------------ | ---------------- | ----------------------------------- |
| 크리오요스 데 카과스     | 카과스           | 파퀘 이데폰소 솔라 모라레스         |
| 히간테스 데 카롤리나     | 카롤리나         | 로버토 크레멘테 스타디움            |
| 인디오스 데 마야궤스     | 마야궤스         | 이시도로 가르시아 베이스볼 스타디움 |
| 레오네스 데 폰세         | 폰세             | 프란시스코 몬타네르 스타디움        |
| 캉그레헤로스 데 산투르세 | 산후안, 산투르세 | 히람 비스론 스타디움                |
| RA12                     | 산후안           | 히람 비스론 스타디움                |

## 과거의 팀
- 로보스 데 아레시보
- 메트로폴리타노스 데 산후안
- 아테니엔세스 데 마나티
- 베네라블레스 이 브루호스 데 과야마
- 바케로스 데 바야몬
- 티부로네스 데 아과디야
- 피라타스 코프레시 데 폰세
- 세나도레스 데 산후안

## 같이 보기
- 캐리비안 시리즈